# Ratannagar
Ratannagar är en ort i Indien.   Den ligger i distriktet Chūru och delstaten Rajasthan, i den nordvästra delen av landet, 230 km väster om huvudstaden New Delhi. Ratannagar ligger 300 meter över havet och antalet invånare är 11 018.
Terrängen runt Ratannagar är mycket platt. Runt Ratannagar är det tätbefolkat, med 297 invånare per kvadratkilometer. Närmaste större samhälle är Chūru, 10,1 km norr om Ratannagar. Trakten runt Ratannagar består till största delen av jordbruksmark.